# オペラ座/血の喝采
『オペラ座/血の喝采』（オペラざ/ちのかっさい、原題：Opera）は、1987年制作のイタリアのジャッロ映画。ダリオ・アルジェント監督。
2014年に約10箇所・約12分の追加シーンを挿入した完全版DVDとブルーレイが発売された。

## あらすじ
新進女優のベティは、ミラノのスカラ座で前衛的演出家マークが手がけるヴェルディのオペラ『マクベス』の主演に抜てきされた。だが、そのオペラは不幸を招くといわれているいわくつきであり、ベティに役が回ってきた理由も当初主演をつとめる予定だった女優が交通事故に遭い、重傷を負ったためだった。ベティははじめ躊躇するが、周囲の説得と自らチャンスを掴みたいという想いから舞台に立つことを決意する。
しかし舞台の初日、照明係が何者かに襲われ殺されるという事件が起きる。さらに、ベティ自身にも悪夢のような出来事が振りかかる。ある夜、彼女は助監督で恋人のステファノの自宅に一緒にいるところを何者かに襲われて縛り上げられ、まぶたを閉じられないように目の下に針を貼り付けられ、目の前でステファノが惨殺されるところを見せつけられる。
その後、衣装係のジュリアも殺され、犯人に狙われていると感じたベティは警察に相談する。応対したサンティーニ警部は彼女に護衛を送るが、犯人はそれをあざわらうかのように現れ、護衛の警官とベティのエージェントのミラを殺害した。
途方に暮れたベティはマークに相談、マークは犯人が公演を見に来ると推測し、犯人をあぶり出すためのある作戦を立てる。

## キャスト
| 役名                     | 俳優                               |
| ------------------------ | ---------------------------------- |
| ベティ                   | クリスティーナ・マルシラッチ       |
| マーク                   | イアン・チャールソン               |
| アラン・サンティーニ警部 | ウルバノ・バルベリーニ             |
| ミラ                     | ダリア・ニコロディ                 |
| マリオン                 | アントネッラ・ヴィターレ           |
| ステファノ               | ウィリアム・マクナマラ             |
| ジュリア                 | コラリーナ・カタルディ・タッソーニ |
| アルベルティーニ         | バーバラ・クピスティ               |

## スタッフ
監督：ダリオ・アルジェント
製作：ダリオ・アルジェント、マリオ・チェッキ・ゴーリ 、 ヴィットリオ・チェッキ・ゴーリ
脚本：ダリオ・アルジェント、フランコ・フェリーニ
撮影：ロニー・テイラー
音楽：クラウディオ・シモネッティ、ビル・ワイマン、ブライアン・イーノ、テリー・ライリー
特殊効果：セルジョ・スティバレッテ

## 映像ソフト
- オペラ座 血の喝采 完全版　Blu-ray　廃盤

騒然・衝撃・大興奮！日本でのリリースは不可能とされていた、あの『オペラ座　血の喝采』のDVD＆ブルーレイが完全版で登場！！
流血のオペラ──ここに開幕！目をそむけることはできない！！
規格品番：ECLS-9094
発売日：2014年7月25日
発売元：株式会社エクリプス
販売元：株式会社KADOKAWA
- オペラ座 血の喝采 4Kリマスター版 [Blu-ray]

呪われた「マクベス」公演に抜擢された新人オペラ歌手をめぐり惨劇が巻き起こる！
“鮮血の魔術師”ダリオ・アルジェント監督の中期傑作ホラーが、4Kリマスター版で大復活！
規格品番：KIXF-1788
発売日：2024年03月13日
発売元：キングレコード
販売元：キングレコード